# Isto É Pelé
Isto É Pelé é um documentário brasileiro de 1974 dirigido por Eduardo Escorel e Luiz Carlos Barreto, com roteiro de Eduardo Escorel.  

## Enredo
Pelé aparece na época das filmagens, correndo nas praias de Santos, orientando os jogadores infantis do Santos Futebol Clube, fazendo exames médicos no clube e praticando atletismo. Nas cenas de arquivo sobre a sua carreira de futebolista, as primeiras imagens mostram sua "volta olímpica" no Maracanã, quando de sua despedida da Seleção Brasileira em 1971. A seguir, aparece a Copa do Mundo de 1958, mostrando em detalhes seus gols e jogadas principalmente na semifinal com a França e na final com a Suécia. Pelé, contudo, destaca seu gol contra o País de Gales que, segundo ele, lhe deu confiança para jogar como titular da seleção brasileira. As Copas seguintes são mostradas também, principalmente a do México. Pelo Santos, aparecem vários gols, especialmente o de número mil marcado em 1969 e a final com o Benfica em 1962. Além dos gols e das grandes jogadas, algumas cenas da violência em campo como a fratura do jogador da Alemanha em um jogo contra a seleção brasileira. Mas os gols e as jogadas exibidas não são só de Pelé: a brilhante participação de Garrincha nas Copas recebe bastante destaque, além dos gols e jogadas de outros futebolistas e até um gol em cobrança de falta de Ademir da Guia em jogo do Palmeiras. O documentário encerra com mais imagens das despedidas de Pelé em 1971 e o seu belo gol na última partida (comemorativa) de Garrincha em 1973.

## Elenco
- Pelé
- Sérgio Chapelin (narração)

## Produção
Produzido pela Rede Globo, foram utilizadas imagens de arquivo das Copas do Mundo das quais Pelé participou, do Canal 100 e fotos das revistas brasileiras Manchete, O Cruzeiro e do Jornal do Brasil.